# Оренбургское газоконденсатное месторождение
Оренбургское нефтегазоконденсатное месторождение, открытое в 1966 году на окраине города Оренбурга, находится в юго-восточной части Волго-Уральской нефтегазоносной провинции, которая прослеживается на территории Кировской, Пермской, Оренбургской, Волгоградской, Самарской, Саратовской, Свердловской, Пензенской и Ульяновской областей. Мощность газоносной толщи в Оренбургском ГКМ составляет около 550 м. Газ содержит, кроме углеводородных компонентов, сероводород, меркаптановую серу и гелий.

## История открытия месторождения
Первый газ на месторождении был получен из разведочной скважины № 13, пробурённой в ноябре 1966 года бригадой С. Д. Иванова, работавшего в составе Оренбургского территориального геологического управления под руководством лауреата Государственной премии, кандидата геолого-минералогических наук И. А. Шпильмана и главного геолога Предуральской экспедиции лауреата Государственной премии Черепахина Семёна Дмитриевича.

## Освоение месторождения
Разрабатывается с 1971 года. Промышленная добыча газа началась в 1974 году. Добычу газа ведёт ООО «Газпром добыча Оренбург».

## Характеристика
Запасы газа в месторождении формировались в отложениях нижней перми и верхнего и среднего карбона (около 360—300 млн лет назад) в карбонатно-сульфатной и карбонатной (известняки и доломиты) пластах.
Начальные запасы Оренбургского газоконденсатного месторождения — около 2000 млрд м³ газа, и около 600 млн тонн нефти и конденсата.
Месторождение располагается на южном склоне Волго-Уральской антеклизы в границах зоны сочленения Прикаспийской синеклизы и Предуральского краевого прогиба. Площадь месторождения — 107х23 км, амплитуда — 550 м.
Газовый конденсат добывается в виде углеводородной жидкости. Эта жидкость в подземных пластах находится в виде газа, растворённого в углеводородном газе. Добываемый сырой конденсат представляет собой жидкость, в состав которой входят жидкие углеводороды и углеводороды, сходные с метаном в виде растворённого газа: этан С2H6, пропан С3H8, бутан С4H10, пентан С5H12, гексан C6H14 и др. В отличие нефти, конденсаты, растворённые в газе образуют газоконденсатные залежи, находящиеся в недрах в газообразном состоянии (с числом атомов углерода С5), а при изотермическом снижении пластового давления часть содержащихся углеводородов переходит в жидкость.
При добыче углеводородов давление в конденсате снижается до 4-8 МПа, происходит выделение сырого конденсата. При разработке месторождений с большим содержанием газовых конденсатов, из добытого газа выделяют углеводороды от С3 и выше, а фракции C1—С2 закачивают обратно в пласт для поддержания там давления.
Содержание жидких компонентов в 1 м³ газа для Оренбургского газоконденсатного месторождения находится в пределах от 10 до 700 см³.